# Куницькі
Куницькі гербу Сас II (пол. Kuniccy) — один або два руських шляхетських роди.

## Походження

### Галицький рід
Куницькі з Куниць походили з Галицької землі. Тишко з Куниць в 1438 р. мав справу в Галичі з Миколаєм з Чернєйова. Петро з Куниць з львівської діецезії мав синів Стефана та Андрія які відповідно в 1487 та 1489 рр. навчались в Краківській академії. Стефан пізніше став каноніком кам'янецьким та до 1506 року обіймав посаду галицького земського писаря.

### Брацлавський рід
В 1673 р. Сейм Речі Посполитої нобілітував братів козаків: Стефана, Василя, Теодора, Анастазія, Димітра та Івана. Шляхетський герб отримали після того як Стефан був прийнятий під герб Сас ротмістром і брацлавським підстолієм Александром Клодницьким.
Походження роду залишається дискусійним. Історики Бонецький та Липинський вважали що це була повторна нобілітація, і насправді вони були одного роду з вищезгаданими Куницькими з Червоної Русі, в той час як Равіта-Гавронський та Урбанський відносили їх до польських шляхтичів з Люблінщини. Нині серед дослідників переважає започатковане Олександром Оглоблином припущення що вони належали до брацлавської шляхти. Володимир Кривошея виводив рід гетьмана Куницького з брацлавських зем’ян, братів Івана й Лавріна Куницьких-Яцковських, які тримали маєток Яцковці або Ятковці у північній лісовій частині Брацлавського воєводства. Такої ж думки польський історик Генрик Літвін.
Їх нащадки в кінці XVIII-на початку XIX ст. під різними гербами отримали легітимацію в Австрійській та Російській імперіях.

## Гілки
Після поділів Речі Посполитої, представникам роду довелось пройти процес легітимації для підтвердження шляхетського походження. З невідомих причин вони при цьому отримали нові герби, тотожні гербам інших родів Куницьких не пов'язаних з даною родиною. В своєму гербовнику Адам Бонецький наводить наступні гілки роду, які утворились внаслідок цього:

### Гербу Абданк
Димітр, Василь та Миколай, сини Самійла та Гелени з Вольських, онуки Василя та Катажини Созанської отримали легітимацію шляхетства 1782 року в земському суді в Трембовлі. Були вписані в маєстатичні книги у Львові в 1784 року з гербом Абданк, але на всіх їх печатках був герб Сас.

### Гербу Бонча
Галицький священницький рід Куницьких виводив своє походження від козацького полковника Лаврина Куницького, який був родом з Кременецького повіту на Волині. Він очолив власний полк у Віденській битві 1683 року, але опісля був вбитий власними козаками. По ньому залишився син Теодор який мав дружину шляхтянку Анастазію Кондратовську. 
Один з синів Теодора — Микола взяв священницький сан спочатку ставши унійним священником та парохом, а опісля також деканом Ожиговець Луцької єпархії. Від нього пішов священницький рід Куницьких, які після другого поділу Речі Посполитої в 1777 р. виїхали з Волині в Галичину де осіли на Поділлі.

#### Відомі представники
- Касіян Куницький (1848—1918) — церковний і громадський діяч, військовий капелан.
- Леонтій Куницький (1876—1961) — церковний і політичний діяч.

### Гербу Лебідь
Брати Лукаш, Василь, Міхал, Стефан та Олександр в 1776 році отримали від 12 шляхтичів посвідчення в якому вказувалось що брати Теодор, Єжи та Анджей Куницькі осіли на трембовельщині. Анджей з Терезою Янковською мав сина Єжи, у якого з Євфросинією був син Олександр, економ з Чернелиці. Разом з Марією Бережніцькою він мав синів: Анджея, Стефана і Яна. Останній одружився з Кристиною та був батьком братів які домагались легітимації на яку подались в 1776 році. В 1789 році шляхетство було визнано з гербом Лебідь попри те що одна з печаток мала герб Сас.